# Natalie Morales
Natalie Leticia Morales (Taipé, 6 de junho de 1972) é uma jornalista estadunidense. Ex correspondente nacional da NBC News e do programa Today, ela substituia Meredith Vieira como co-apresentadora durante a terceira hora do Today Show. Após 22 anos de NBC News, ela se junta como apresentadora e moderadora do programa da CBS Daytime The View.

## Biografia
Natalie nasceu em Taipé, Taiwan, de uma mãe brasileira, Penelope Morales, e um pai de porto-riquenho, o tenente-coronel Mario Morales Jr. Ela fala espanhol e português e passou os primeiros dezoito anos de sua vida morando no exterior em países como: Panamá, Brasil e Espanha.
Morales possui bacharelado em Artes e Jornalismo na Universidade Rutgers. Ela era membro da Phi Beta Kappa e se formou Summa Cum Laude.
É casada com Joe Rodes, desde 1998 e têm dois filhos. 

## Carreira
Natalie é uma correspondente nacional da NBC dos Estados Unidos. Foi âncora e correspondente da MSNBC de 2002 a 2006 . Ela cobriu uma série de eventos como a eleição presidencial de 2004, as Olimpíadas de 2004 em Atenas, Grécia; A  tortura e o abuso de prisoneiros de Abu Ghraib, A Operação Liberdade do Iraque, o acidente espacial com a nave Columbia , o blackout do nordeste dos Estados Unidos em 2002, entre outros.
Antes de se juntar à MSNBC , Natalie atuou como âncora na WVIT -TV em  Hartford, Connecticut, onde ela noticiou sobre o Massacre de Columbine, a tempestade tropical Floyd, as Eleições Presidenciais dos Estados Unidos de 2000 e os Ataques de 11 de setembro de 2001. Ela também co-organizou as indicações para o documentário Emmy, e também para o "Save Our Sound", uma produção conjunta com WNBC sobre a preservação do "Long Island Sound". Ela começou sua carreira na televisão na News 12, uma rede de notícias, como a primeira jornalista âncora da manhã. Ela também atuou como operadora de câmera, editora e produtora para essa rede. Em 1999, ela foi eleita uma das 50 Latinas mais influentes para a cobertura de notícias e reportagens do jornal diário hispânico El Diario La Prensa. Anteriormente, Morales passou dois anos trabalhando nos bastidores no Tribunal de Justiça na TV.
Em 2010, recebeu o convite das Organizações de Donald Trump, para apresentar a 59ª edição do Miss Universo, ao lado de Bret Michaels.